# Вес Гардінг
Вес Гардінг (англ. Wes Harding; нар. 10 жовтня 1996, Лестер) — ямайський футболіст, захисник клубу «Міллволл» та національної збірної Ямайки. Виступав також за клуби «Бірмінгем Сіті» та «Ротергем Юнайтед».

## Клубна кар'єра
Вес Гардінг народився 1996 року в місті Лестер. Займався в юнацьких командах футбольних клубів «Астон Вілла» та «Бірмінгем Сіті». У 2016 році футболіста перевели до головної команди клубу «Бірмінгем Сіті», проте за короткий час керівництво клубу віддало Гардінга в оренду до клубу «Альфретон Таун». У цьому ж році футболіст повернувся з оренди до «Бірмінгем Сіті», де грав до 2020 року.
У 2020 році Гардінг уклав контракт з клубом «Ротергем Юнайтед», у складі якого грав до 2023 року. У 2023 році футболіст перейшов до клубу Чемпіоншипу «Міллволл».

## Виступи за збірну
У 2021 році Веса Гардінга вперше викликали до національної збірної Ямайки разом із ще 5 футболістами, народженими в Англії. У складі збірної був учасником розіграшу Кубка Америки 2024 року у США. Станом на листопад 2024 року зіграв у складі збірної 3 матчі, в яких забитими м'ячами не відзначився.